# Донаев, Тоир
Тоир Донаев (род. 1934 год) — старший чабан колхоза «Москва» Вахшского района Таджикской ССР. Герой Социалистического Труда (1971).
Досрочно выполнил личное социалистическое обязательство и плановые задания Восьмой пятилетки (1966—1970) по овцеводству. Указом Президиума Верховного Совета СССР от 8 апреля 1971 года удостоен звания Героя Социалистического Труда «за выдающиеся успехи, достигнутые в развитии сельскохозяйственного производства и выполнении пятилетнего плана продажи государству продуктов земледелия и животноводства» с вручением ордена Ленина и золотой медали Серп и Молот.